# Manuel Riquelme
Manuel Riquelme (2 de junho de 1912, data de morte desconhecida) foi um ciclista chileno. Com a equipe chilena, ele participou  em três eventos nos Jogos Olímpicos de Berlim 1936.